# Красночубая кокетка
Красночубая кокетка, или длиннохохлая кокетка (лат. Lophornis delattrei) — птица отряда колибриобразные, рода колибри-кокетки. Распространены в Центральной и Южной Америке.

## Описание
Красночубая кокетка — небольшая птица. Её длина составляет 7 сантиметров, весит она 2,8 грамм. Клюв кораллового цвета с тёмными пятнышками. Голова и шея у самцов зелёные, брюхо более тёмное, с красноватыми пятнами. Спина синевато-коричневая. Хвостовые перья бордовые, на концах чуть бронзовые. Около надхвостья есть белая полоса. На голове яркий хохолок кораллового цвета с чёрными кончиками. Самка имеет менее яркое оперение. У неё коричневая (от светло-красного до золотистого цвета) шея в крапинку, брюхо темнее, чем у самцов, и на хвосте есть чёрная полоска.

## Распространение
Красночубая кокетка обычно обитает на высоте около 500—1400 метров над уровнем моря, однако иногда их находили и выше, около двух километров. В питании предпочитает нектар цветков инги, иногда также питается нектаром растений семейства  марёновых. Как правило, этих птиц встречают в лесах и на опушках.

## Поведение
Красночубые кокетки — одиночки. Чаще всего их встречают на цветах и кустарниках. Полёт, по некоторым данным, схож с полётом пчелы, однако заметить это сложно из-за маленького размера птицы.

## Подвиды
В настоящее время известно два подвида красночубой кокетки:
- Lophornis delattrei delattrei (Lesson, 1839).[3]
- Lophornis delattrei lessoni (Simon, 1921).[4]

Подвид lessoni встречается на склонах гор на юго-западе Коста-Рики и Панамы, и на востоке Анд в Колумбии, а подвид delattrei обитает в Андах, провинции Напо. В Перу обитает в Мараньоне, на севере Боливии, в Бени и Санта-Крусе.

## Этимология
Рене Лессон описал этих птиц под названием Ornismya Delattrei. Позже красночубую кокетку отнесли к роду кокеток. Латинское название происходит от греческого «λοφος», что значит «чёлка, грива» и «ορνις» — «птица». Видовое название «Delattrei» было дано в честь Пьера-Адольфа Делатра (1805—1854), соавтору статьи о красночубой кокетке. Название второго подвида «Lessoni» было дано, соответственно, в честь Рене Лессона.